# Edwin Morgner
Edwin Morgner (* 1. November 1884 in Meerane; † 31. Januar 1943 in Moskau) war ein deutscher Politiker. Er war Mitbegründer der KPD.

## Leben
Morgner, Sohn einer Arbeiterfamilie, erlernte von 1899 bis 1903 den Beruf des Drehers. 1902 trat er der SPD bei. Nach Wanderschaft, während der er unter anderem in Solingen und Köln tätig gewesen war, lebte er von 1905 bis 1909 in Gera. Morgner war Mitglied und Funktionär des Deutschen Metallarbeiter-Verbandes (DMV). Von 1907 bis 1909 war er maßgeblich an Streikaktionen des DMV beteiligt und wurde deshalb auf eine „schwarze Liste“ der Unternehmer gesetzt. 1907 heiratete er Gertrud Müller. Im selben Jahr kam ihre Tochter Hildegard zur Welt. Die junge Familie zog 1909 nach Jena, wo Morgner als Dreher eine Anstellung in den Optischen Werken von Carl Zeiss Jena fand. Hier fand er Anschluss an die revolutionäre Linke um Emil Höllein.
1916 gehörte er zu den Mitbegründer der Spartakusgruppe in Jena. Morgner war auch Delegierter zum Gründungsparteitag der KPD Ende 1918 in Berlin. Zusammen mit seiner Frau gründete er im Januar 1919 im Gewerkschaftshaus „Zum Löwen“ die KPD-Ortsgruppe Jena. Edwin Morgner wurde zum Vorsitzenden der Ortsgruppe gewählt. Von 1918 bis 1921 war Morgner Mitglied des Arbeiterrates in den Zeiss-Werken. Der V. Parteitag der KPD im November 1920 wählte ihn für Thüringen in den Zentralausschuss. 1921 verließ Morgner Jena, um in Berlin als Abnahmebeamter für Werkzeugmaschinen in der sowjetischen Handelsvertretung zu arbeiten.
Seit 1931 lebte Morgner wieder mit seiner Frau zusammen, die von 1927 bis 1929 Sekretärin und Lebensgefährtin des Reichstagsabgeordneten Emil Höllein gewesen war. Edwin und Gertrud Morgner reisten im März 1932 in die Sowjetunion. Hier arbeitete Morgner als Spezialist für Werkzeugmaschinen und Inspekteur für die Kontrolle von importierten Maschinen aus Deutschland. Als Politemigrant anerkannt, wurde er im Juli 1938 – nach offiziellen Angaben wegen Personalabbaus – von seiner Funktion entbunden. Er war anschließend als Kontrolleur für Schneidewerkzeuge in einem Moskauer Betrieb beschäftigt. Morgner wandte sich mehrmals erfolglos wegen dieser unterqualifizierten Beschäftigung an sowjetische Behörden. In der Nacht zum 11. September 1941 wurde er in Moskau vom NKWD verhaftet, die näheren Umstände seiner Verhaftung und seines Todes sind bis heute nicht bekannt.

## Ehrungen
In Jena-Lobeda war die Edwin-Morgner-Straße (heute: Theobald-Renner-Straße) nach ihm benannt, in Gera die Betriebsberufsschule Elektronik.